# 4. Thüringisches Infanterie-Regiment Nr. 72
Das 4. Thüringisches Infanterie-Regiment Nr. 72 war ein Infanterieverband der Preußischen Armee.

## Geschichte
Der Verband geht auf das 32. Landwehr-Regiment der Preußischen Armee zurück. Im Zuge der Reorganisation der Armee ging daraus das 32. kombinierte Infanterie-Regiment hervor, dass durch A.O.K. vom 4. Juli 1860 den Namen 4. Thüringisches Infanterie-Regiment Nr. 72 erhielt. Die Garnison lag in Torgau. Das III. Bataillon war später in Eilenburg stationiert.

### Erster Weltkrieg
Zu Beginn des Ersten Weltkriegs war das Regiment am 2. August 1914 mobil. Im Verbund mit der 16. Infanterie-Brigade rückte es in das neutrale Belgien ein und beteiligte sich an der Schlacht an der Gete.

#### Schlacht von Le Cateau
Bei der Schlacht von Le Cateau am 26. August 1914 nahm das Regiment, unter Befehl von Oberst Fritz von Zehmen, den Ort Le Cateau gegen eine englische Brigade ein. Die Besonderheit hieran war, „Von jeglicher Verbindung mit den eigenen Truppen abgeschnitten, hatte das Regiment nach den anstrengenden heißen Gefechts- und Marschtagen, die vorangegangen waren, am frühen Morgen das nach Angaben gefangener englischer Offiziere mit mehr als einer gemischten Brigade belegte Le Cateau gestürmt und es nicht nur gegen bedeutende Übermacht gehalten und Gelände gewonnen, sondern auch den Angriff unserer eigenen Truppen, die westlich des Ortes vorgetragen wurden, wesentlich unterstützt.“ Ferner ist es dem III. Halb-Bataillon unter Hauptmann Huber und dem II. Bataillon unter Hauptmann Rogge gelungen, die Höhen östlich von St. Benin zu erreichen. Man befand sich nun hinter der feindlichen Schlachtlinie. Zu diesen Erfolgen hatte wesentlich die 1. Batterie des Feldartillerie-Regiments Nr. 74 unter Führung des Hauptmanns Funke beigetragen.
Das Regiment marschierte am 25. August 1914 am Anfang des Gros der 8. Division und erreichte Valenciennes. Gegen Mittag erfolgte der Befehl vom Führer des Gros, Generalmajor Reichenau, nach Verchain abzubiegen, zusammen mit der 1. Batterie des Feldartillerie-Regiments Nr. 74. Weiter ging es nach Saulzoir, Montrécourt, Haussy, St. Python-Solesmes, weiter am 26. August 1914 nach Neuvilly und Montay, später nach Le Cateau und St. Benin. Während der Marschroute blieb die Lage des Detachements ungeklärt und unsicher. Über den Verbleib der 8. Division und des gesamten IV. Armee-Korps war nichts in Erfahrung zu bringen. Durch die überraschende Einnahme von Le Cateau wäre beinahe General John French, 1. Earl of Ypres gefangen genommen worden. Er konnte allerdings mit dem letzten Zug ein paar Minuten vorher die Kampfzone verlassen (Informationen von gefangenen Soldaten). Das II. Bataillon wurde gegen 9 Uhr von eigenen Truppen um Le Cateau beschossen. Dem Regimentsadjutanten Leutnant Rauch gelang es, mit einem erbeuteten gegnerischen Auto durch die gegnerischen Truppen die Verbindung zur 7. Division, dann mit der 8. Division und dem Generalkommando des IV. Armee-Korps herzustellen. Ein Generalstabsoffizier äußerte sich zur Lage des Regiments am 26. August 1914: „solch eine taktische Lage gibt es gar nicht wieder. Das Regiment hätte von Rechtswegen aus der Mausefalle nicht herauskommen dürfen.“ Laut Zehmen gilt den Hauptleuten, aber auch den anderen Offizieren und Mannschaften, ein großes Verdienst an dem Überstehen dieser schwierigen Situation, an deren Ende ein glänzender Sieg stand.

#### Dritte Flandernschlacht
Das Regiment war nach langer Bahnfahrt am 30. September 1917 aus der Champagne in Flandern eingetroffen, um an der dortigen Dritten Schlacht teilzunehmen. Der Gegner versuchte durch Trommelfeuer der Artillerie und Einsatz von Tanks die Stellungen zu überrennen und einen Durchbruch im Raum Ypern zu erzielen. Das Detachement „Gruson“, bestehend aus dem Infanterie-Regiment Nr. 72, einer Stoß-Batterie (5. Batterie/Feldartillerie-Regiment Nr. 72 und einige Husaren, wurde nördlich von Menin in die Ortschaften Kezelberg, Klephoek und Zuidhoek beordert. In Granatlöchern, Gräben, Mulden bauten sich die Leute ein und ertrugen den schweren Beschuss. Am 3. Oktober 1917 wurde das II. Bataillon unter Oberleutnant König, bestehend aus 5. Kompanie (Leutnant Lüer) und 8. Kompanie (Leutnant Lüderitz), zur Ablösung des braunschweigischen Reserve-Infanterie-Regiments Nr. 92 im Abschnitt des Schlosses Polderhoek eingesetzt, während die anderen beiden Bataillone (I., III.) bei Menin blieben. Gegen 5:00 Uhr früh setzte schwerstes Trommelfeuer ein. Trotz massiver Verluste konnte das Bataillon II. die Höhe bei Schloss Polderhoek halten. Gegen 5:00 Uhr nachmittags trafen die ersten Unterstützungen ein. Wichtig für diesen Erfolg war das Maschinengewehr MG 08/15, eine Variante des Maschinengewehrs MG 08 und dass die Tanks im Schlamm stecken blieben. Weiter gab es heftige Kämpfe für das I. Bataillon (Major Paulus) und das III. Bataillon (Hauptmann der Reserve Mühlenpfordt) zwischen Reutel, Zwaanhoek und Becelaere. In diesen Tagen büßten die beiden Bataillone zehn Offiziere und 538 Mann ein. An zwei entscheidenden Punkten konnte der Flandernoffensive des Gegners Einhalt geboten werden. Der Durchbruch gelang nicht und die Geländegewinne waren, wie an der Westfront üblich, sehr gering und wurden mit enormen Verlusten an Soldaten und Kriegsmaterial erkämpft. Deswegen steht die Flandernoffensive heute für die Brutalität und Sinnlosigkeit des Krieges.

### Verbleib

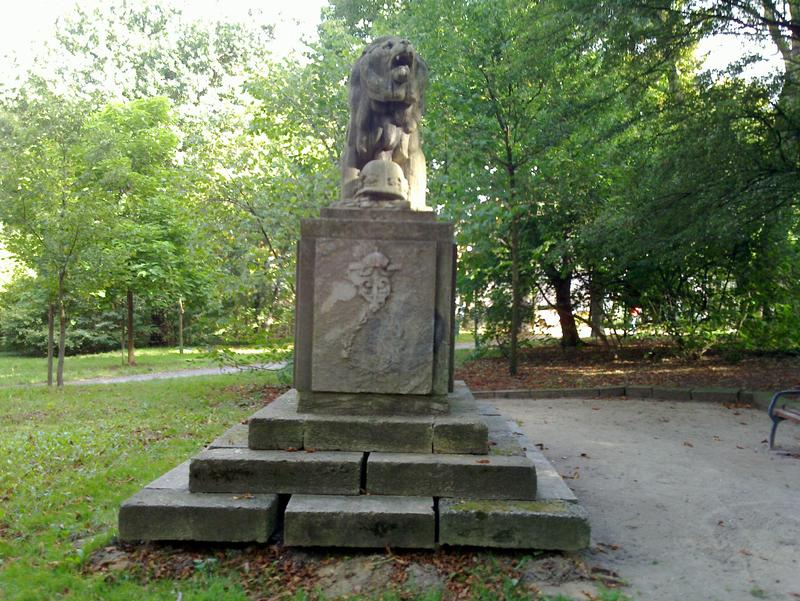
Gefallenendenkmal für die Angehörige des Regiments in Torgau

Nach dem Waffenstillstand von Compiègne kehrten die Reste des Verbandes in die Heimat zurück. Ab 24. Dezember 1918 erfolgte in Torgau, das III. Bataillon in Eilenburg, die Demobilisierung, bis schließlich das Regiment am 30. März 1919 aufgelöst wurde. Teile traten bereits vor der Demobilisierung Anfang Dezember 1918 in Werne zum Freiwilligen-Detachement „Pavel“ über und kamen im Grenzschutz Ost zum Einsatz.
Die Tradition übernahm in der Reichswehr durch Erlass des Chefs der Heeresleitung General der Infanterie Hans von Seeckt vom 24. August 1921 die 8. Kompanie des 12. Infanterie-Regiments.

## Regimentschef
Einziger Regimentschef war der bulgarische Zar Ferdinand I. vom 7. Juni 1912 bis zur Auflösung des Verbandes.

## Kommandeure
| Dienstgrad            | Name                                   | Datum                                                         |
| --------------------- | -------------------------------------- | ------------------------------------------------------------- |
| Oberstleutnant/Oberst | Ludwig von Januschowski                | 01. Juli 1860 bis 16. Oktober 1864                            |
| Oberst                | Bruno Neidhardt von Gneisenau          | 25. Dezember 1864 bis 21. März 1868                           |
| Oberst                | Karl von Helldorff                     | 22. März 1868 bis 16. August 1870                             |
| Oberstleutnant/Oberst | Adalbert Löwenberger von Schönholz     | 23. August bis 28. März 1871 (mit der Führung beauftragt)     |
| Oberst                | Adalbert Löwenberger von Schönholz     | 29. März 1871 bis 10. Mai 1872                                |
| Oberstleutnant/Oberst | Karl von Wienskowski                   | 23. Mai 1872 bis 11. März 1878                                |
| Oberstleutnant/Oberst | Maximilian von Eberstein               | 12. März 1878 bis 16. Oktober 1883                            |
| Oberstleutnant/Oberst | Moritz von Kunowski                    | 17. Oktober bis 5. Dezember 1883 (mit der Führung beauftragt) |
| Oberst                | Moritz von Kunowski                    | 6. Dezember 1883 bis 9. Juni 1888                             |
| Oberstleutnant/Oberst | Friedrich Gericke                      | 18. Juli 1888 bis 18. November 1889                           |
| Oberst                | Egbert von Frankenberg und Proschlitz  | 19. November 1889 bis 26. Januar 1890                         |
| Oberstleutnant        | Richard Goebel                         | 27. Januar bis 23. März 1890 (mit der Führung beauftragt)     |
| Oberst                | Richard Goebel                         | 24. März 1890 bis 19. Mai 1893                                |
| Oberst                | Max Giesche                            | 20. Mai 1893 bis 15. Juni 1894                                |
| Oberstleutnant        | Heinrich von Bünau                     | 16. Juni bis 11. September 1894 (mit der Führung beauftragt)  |
| Oberst                | Heinrich von Bünau                     | 12. September 1894 bis 18. März 1896                          |
| Oberst                | Ludwig Moeller                         | 19. März 1896 bis 9. September 1897                           |
| Oberst                | Curt von Grawert                       | 11. September 1897 bis 21. März 1900                          |
| Oberst                | Ferdinand von Ledebur                  | 22. März bis 8. Juli 1900                                     |
| Oberst                | Friedrich Bode                         | 22. Juli 1900 bis 23. April 1904                              |
| Oberst                | Ernst Heinrich von der Becke           | 24. April 1904 bis 24. April 1908                             |
| Oberst                | Bruno Albert Lölhöffel von Löwensprung | 25. April 1908 bis 29. Mai 1911                               |
| Oberst                | Gustav von Arnim                       | 30. Mai 1911 bis 30. September 1913                           |
| Oberst                | Fritz von Zehmen                       | 01. Oktober 1913 bis 24. November 1914                        |
| Oberstleutnant/Oberst | Hermann von Doetinchem de Rande        | 25. November 1914 bis 29. März 1917                           |
| Major                 | Ernst Gruson                           | 30. März 1917 bis 9. Januar 1919                              |